# بی‌ام‌و کی۱۳۰۰اس
بی ام و کی ۱۳۰۰ اس (به انگلیسی: BMW K1300S) یک موتورسیکلت چهارسیلندر در سبک موتور اسپرت ساخت شرکت ب‌ام‌و موتوراد آلمان است که از سال ۲۰۰۸ میلادی تا ۲۰۱۶ تولید می‌شد.

## بی‌ام‌و منابع
- مشارکت‌کنندگان ویکی‌پدیا. «BMW K1300S». در دانشنامهٔ ویکی‌پدیای انگلیسی.